# Wybory parlamentarne w Hiszpanii w 1986 roku
Wybory parlamentarne w Hiszpanii odbyły się 22 czerwca 1986. Frekwencja wyborcza wyniosła 70,5%.
| ← Wybory parlamentarne 1986 w Hiszpanii →                                                    |       |            |
| Partia                                                                                       | %     | Deputowani |
| Hiszpańska Socjalistyczna Partia Robotnicza (Partido Socialista Obrero Español) (PSOE)       | 37,86 | 163        |
| Koalicja Ludowa (Coalición Popular) (CP)                                                     | 26,13 | 105        |
| Centrum Demokratyczno-Socjalne (Centro Democrático y Social) (CDS)                           | 9,16  | 19         |
| Partia Socjalistów Katalonii (Partit dels Socialistes de Catalunya) (PSC-PSOE)               | 6,47  | 21         |
| Konwergencja i Jedność (Convergència i Unió) (CiU)                                           | 5,05  | 18         |
| Zjednoczona Lewica (Izquierda Unida) (IU)                                                    | 3,83  | 6          |
| Nacjonalistyczna Partia Basków (Partido Nacionalista Vasco) (PNV)                            | 1,53  | 6          |
| Herri Batasuna (HB)                                                                          | 1,15  | 5          |
| Euskadiko Ezkerra (EE)                                                                       | 0,53  | 2          |
| Koalicja Galicyjska (Coalición Galega) (CG)                                                  | 0,4   | 1          |
| Aragońska Partia Regionalna (Partido Aragonés Regionalista) (PAR)                            | 0,36  | 1          |
| Zgrupowanie Niepodległości Wysp Kanaryjskich (Agrupaciones Independientes de Canarias) (AIC) | 0,33  | 1          |
| Zjednoczenie Walencji (Unió Valenciana) (UV)                                                 | 0,32  | 1          |
| Razem                                                                                        |       | 350        |